# Alberto Moncayo
Alberto Moncayo Bernal (Cadice, 23 luglio 1991) è un pilota motociclistico spagnolo ritiratosi dall'attività agonistica.

## Carriera
Esordisce nella classe 125 del motomondiale nel 2008, correndo il Gran Premio casalingo con una Derbi RS 125 R del team Andalucia Derbi, in qualità di wild card, senza ottenere punti.
Nel 2009 ottiene il titolo nazionale nel campionato spagnolo della 125 e nella stagione del mondiale partecipa ai Gran Premi di Spagna, Catalogna, Portogallo e Comunità Valenciana, ancora come wild card, con una Aprilia RS 125 R, senza ottenere punti. Nella stessa stagione si classifica ventiseiesimo nel campionato Europeo svoltosi in gara unica ad Albacete.
Nel 2010 viene confermato dal team Andalucia Cajasol, il compagno di squadra è Danny Webb. Dopo una buona stagione, in cui ottiene una serie di piazzamenti tra i primi 15 (un quinto posto in Giappone come miglior risultato), ottiene 70 punti e si classifica al 13º posto finale.
Nel 2011 rimane nello stesso team, questa volta con compagno di squadra Miguel Oliveira. Ottiene un terzo posto in Repubblica Ceca e termina la stagione al 10º posto con 94 punti. In questa stagione è costretto a saltare il Gran Premio di Indianapolis a causa della frattura della clavicola destra rimediata nelle prove libere del GP.
Nel 2012 viene ingaggiato dal team Mapfre Aspar, che gli affida una Kalex KTM per correre nella classe Moto3, ma dopo il Gran Premio d'Italia viene sostituito da Jonas Folger. Continua però la sua stagione sulla FTR M312 del team Andalucia JHK Laglisse partecipando al Gran Premio di Indianapolis in sostituzione dell'infortunato Iván Moreno, per poi prenderne definitivamente il posto dal Gran Premio della Repubblica Ceca, saltando solo l'ultimo GP nella Comunità Valenciana, quando viene sostituito da Héctor Faubel. Ottiene un secondo posto in Francia e 52 punti iridati.
Nel 2013 passa in Moto2, ingaggiato dal team Argiñano & Gines Racing, che gli affida una Speed Up SF13. Non ottiene punti. In questa stagione è costretto a saltare il Gran Premio di Germania per la frattura della rotula sinistra rimediata in un allenamento.

## Risultati nel motomondiale
| 2008 | Classe | Moto  |  |    |  |  |  |  |  |  |  |  |    |  |  |  |  |  |  |  | Punti | Pos. |
| ---- | ------ | ----- |  | -- |  |  |  |  |  |  |  |  | -- |  |  |  |  |  |  |  | ----- | ---- |
| 2008 | 125    | Derbi |  | 25 |  |  |  |  |  |  |  |  | NE |  |  |  |  |  |  |  | 0     |      |

| 2009 | Classe | Moto    |  |  |    |  |  |    |  |    |  |  |  |  |  |    |  |  |    |  | Punti | Pos. |
| ---- | ------ | ------- |  |  | -- |  |  | -- |  | -- |  |  |  |  |  | -- |  |  | -- |  | ----- | ---- |
| 2009 | 125    | Aprilia |  |  | 22 |  |  | 19 |  | NE |  |  |  |  |  | 18 |  |  | 19 |  | 0     |      |

| 2010 | Classe | Moto    |    |   |    |     |    |    |    |     |    |    |   |    |    |   |    |     |   |    | Punti | Pos. |
| ---- | ------ | ------- | -- | - | -- | --- | -- | -- | -- | --- | -- | -- | - | -- | -- | - | -- | --- | - | -- | ----- | ---- |
| 2010 | 125    | Aprilia | 13 | 6 | 17 | Rit | 12 | 11 | 13 | Rit | NE | 12 | 8 | 13 | 17 | 5 | 12 | Rit | 6 | 11 | 70    | 13º  |

| 2011 | Classe | Moto    |   |    |     |    |    |    |    |   |    |    |   |    |    |   |   |   |   |   | Punti | Pos. |
| ---- | ------ | ------- | - | -- | --- | -- | -- | -- | -- | - | -- | -- | - | -- | -- | - | - | - | - | - | ----- | ---- |
| 2011 | 125    | Aprilia | 7 | 16 | Rit | 11 | 15 | 17 | 15 | 9 | 11 | NE | 3 | NP | 11 | 8 | 7 | 5 | 9 | 6 | 94    | 10º  |

| 2012 | Classe | Moto                  |    |   |    |   |    |    |    |     |     |    |   |    |    |    |     |    |    |  | Punti | Pos. |
| ---- | ------ | --------------------- | -- | - | -- | - | -- | -- | -- | --- | --- | -- | - | -- | -- | -- | --- | -- | -- |  | ----- | ---- |
| 2012 | Moto3  | Kalex-KTM e FTR-Honda | 14 | 7 | 14 | 2 | 14 | 15 | 19 | Rit | Rit | NE | 9 | 12 | 14 | 13 | Rit | 18 | 17 |  | 52    | 17º  |

| 2013 | Classe | Moto     |    |     |    |    |    |    |    |  |    |    |     |     |     |    |  |  |  |    | Punti | Pos. |
| ---- | ------ | -------- | -- | --- | -- | -- | -- | -- | -- |  | -- | -- | --- | --- | --- | -- |  |  |  | -- | ----- | ---- |
| 2013 | Moto2  | Speed Up | 25 | Rit | 23 | 16 | 22 | 21 | 23 |  | NE | 26 | Rit | Rit | Rit | 21 |  |  |  | 28 | 0     |      |

| Legenda | 1º posto        | 2º posto            | 3º posto            | A punti      | Senza punti        | Grassetto – Pole position Corsivo – Giro più veloce |
| Legenda | Gara non valida | Non qual./Non part. | Ritirato/Non class. | Squalificato | '-' Dato non disp. | Grassetto – Pole position Corsivo – Giro più veloce |